# Ein Fall für zwei: T.O.D.
T.O.D. ist der Titel der 42. Episode der Krimiserie Ein Fall für zwei mit Günter Strack und Claus Theo Gärtner in den Hauptrollen.

## Handlung
Im Anschluss an einen gerichtlichen Freispruch wendet sich die davon beeindruckte junge Journalistin Therese Olga Dorn an den Rechtsanwalt Dr. Renz mit dem Wunsch, einen Artikel über ihn verfassen zu dürfen. Er verweist sie jedoch stattdessen an den Privatdetektiv Josef Matula. Als sie mit diesem kurze Zeit später durch die Stadt fährt, beobachten die beiden zufällig, wie ein Mann von einem Baugerüst stürzt und stirbt. Am nächsten Morgen präsentiert die Journalistin Dr. Renz ein mit T.O.D. signiertes Bekennerschreiben. Die Polizei habe ihr jedoch verboten, über den Fall zu berichten. Renz erklärt ihr, die Entscheidung über eine Veröffentlichung liege allein bei ihr. Sie veröffentlicht den Artikel daraufhin.
Ferdi Straub sucht Josef Matula auf und berichtet, dass seine untreue Ehefrau Marlene am Vorabend im gemeinsamen Wochenendhaus im Taunus ermordet worden sei. Er verdächtigt einen Arbeitskollegen des Mordes. Allerdings habe dieser im Gegensatz zu ihm selbst ein Alibi für die Tatzeit. Matula stoppt die Fahrzeit, die er mit dem Auto vom Tatort bei Brombach bis zur Frankfurter Innenstadt benötigt und spricht mit einem Kollegen des von Straub Verdächtigten, der dessen Alibi bestätigt. Ferdi Straub wird durch eine Wendung entlastet: Theresa Dorn hat ein zweites Schreiben von T.O.D. erhalten, das sich zum Mord an Marlene Straub bekennt. Da beide Briefe auf derselben Schreibmaschine getippt wurden, ist von einem einzigen Täter auszugehen. Für den Sturz vom Baugerüst wenige Tage zuvor kann Ferdi Straub aber ein einwandfreies Alibi vorweisen.
Der Polizeipräsident bittet Dr. Renz, mäßigend auf die Journalistin einzuwirken, damit sie auf das Veröffentlichen weiterer reißerischer Artikel auf derartige Briefe hin verzichten möge. Als sich aber T.O.D. in einem dritten Brief direkt an die Redaktion zum Mord am Kind eines Abtreibungsarztes bekennt, kann die Journalistin eine Veröffentlichung nicht vermeiden.
Zur Zeit dieses dritten Mordes spricht Matula mit dem Querulanten Veith Körner in dessen abgelegener Hütte. Er war ebenfalls mit dem Marlene Straub befreundet, hat für beide Tatzeiten der bisherigen Morde kein Alibi, scheidet aber als Kindsmörder aus. Die Polizei versucht mittels eines Gesprächs zwischen den jeweiligen nächsten Angehörigen der drei Opfer einen bislang unbekannten Zusammenhang zwischen den drei Taten zu ergründen. Als Matula heimlich Schriftproben von Veith Körners Schreibmaschinen nimmt und zudem Aktfotografien findet, wird er von Körner ertappt und gefangen genommen. Dieser gibt schließlich zu, Marlene Straub ermordet zu haben und begeht daraufhin Selbstmord. Matula kann sich befreien und informiert Renz, der inzwischen eine „absurde“ Theorie entwickelt hat.
Um diese zu überprüfen, fährt er gemeinsam mit Therese Dorn zu Körners Leiche. Matula und Renz suggerieren der Journalistin, Körner könne entweder selbst T.O.D. oder dessen jüngstes Opfer gewesen sein. Dies stellt sich als Falle heraus: als am nächsten Morgen ein vierter Brief bei der Redaktion eintrifft, in dem sich T.O.D. zum Mord an Körner bekennt, konfrontieren auch Renz und Matula die Journalistin: sie selbst hat die Briefe geschrieben (und mit ihren Inititalien signiert), um sich nach langer Arbeitslosigkeit durch eine sensationelle Story bei ihrer Zeitung zu etablieren. Vom Mord an Marlene Straub abgesehen, handele es sich bei den Todesfällen um Suizide beziehungsweise Unfälle. Therese Dorn wird mit sofortiger Wirkung entlassen und muss mit einer Anklage wegen Vortäuschen einer Straftat beziehungsweise Strafvereitelung rechnen. Obwohl Renz im Prozess als Zeuge aussagen wird und sie deshalb nicht verteidigen kann, spricht sie ihm ihre Sympathie aus.

## Hintergrund

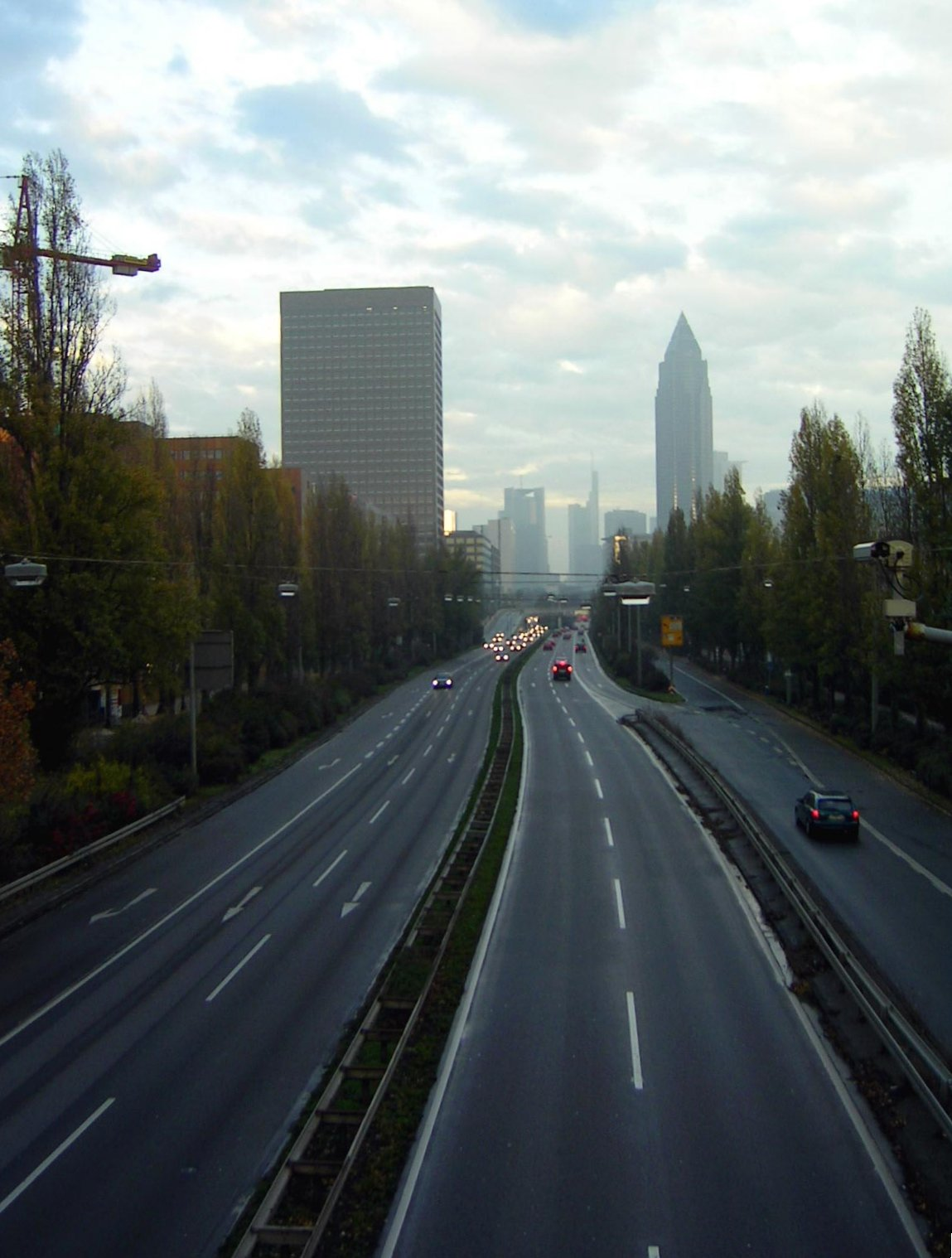
Ende der A 648, aufgenommen aus identischer Perspektive wie in der Episode

Die Episode wurde überwiegend im Rhein-Main-Gebiet gedreht. Die Kulisse der Kanzlei von Dr. Renz befand sich im Hotel InterContinental Frankfurt. In einer Szene ist das Ende der Bundesautobahn 648 beziehungsweise deren Übergang in die Bundesstraße 44 in Höhe der Messe Frankfurt zu sehen. In einer anderen Szene spaziert Dr. Renz mit Therese Dorn über den Eisernen Steg.